# Чорнобаївська волость
Чорнобаївська волость — адміністративно-територіальна одиниця Золотоніського повіту Полтавської губернії з центром у селі Чорнобай.
Станом на 1885 рік — складалася з 5 поселень, 13 сільських громад. Населення — 7863 осіб (3881 чоловічої статі та 3982 — жіночої), 1400 дворових господарств.
|                     | Площа, десятин | У тому числі орної, десятин |
| ------------------- | -------------- | --------------------------- |
| Сільських громад    | 7923           | 6373                        |
| Приватної власності | 4000           | 2278                        |
| Надільної власності | 4332           | 4193                        |
| Іншої власності     | 85             | 78                          |
| Загалом             | 16340          | 12922                       |

Найбільші поселення волості станом на 1885:
- Чорнобаївське — колишнє державне та власницьке село при річці Іркліїв за 22 версти від повітового міста, 4347 осіб, 805 дворів, 2 православні церкви, школа, 4 постоялих будинки, 21 вітряний млин, винокурний завод, 2 ярмарки на рік: 21 травня та 14 вересня.
- Великі Канівці — колишнє державне та власницьке містечко при річці Іркліїв, 1993 особи, 353 двори, православна церква, 2 постоялих двори, базари по п'ятницях і 4 ярмарки на рік: 21 квітня, 29 червня, 1 серпня та 8 листопада.
- Малі Канівці — колишнє державне та власницьке село при річці Іркліїв, 1182 особи, 207 дворів, православна церква, постоялий двір, 10 вітряних млинів.

Старшинами волості були:
- 1900 року селянин Григорій Микитович Єнич[2];
- 1904 року селянин Следзинський[3];
- 1913—1915 роках козак Я. В. Шаполівський[4],[5],[6].